# Kevin Kmetz
Kevin Kmetz est un des membres du groupe Estradasphere, c'est également un virtuose du shamisen, instrument japonais s'apparentant au banjo, qui a créé le groupe "God of Shamisen" ainsi que "Monsters of Shamisen" en collaboration avec Mike Penny et Masahiro Nitta.